# Tenko and the Guardians of the Magic
Tenko and the Guardians of the Magic (Princesa Tenko e os Guardiães da Mágica no Brasil e Tenko e os Guardiões da Magia em Portugal) é um desenho animado norte americano no gênero magical girl, produzido pela Saban Entertainment de 1995 até 1996. O desenho é centrado em torno das aventuras fictícias da ilusionista Mariko Itakura, que usa o nome artistico de Princesa Tenko. Ele fez sua estreia no dia 17 de Setembro de 1995. Depois que um episódio acabava, ela aparecia ensinando truques de mágicas. Infelizmente, o show não conseguiu atrair uma audiência necessária e acabou sendo cancelado após 13 episódios. No Brasil, o desenho foi exibido no programa Angel Mix da Rede Globo. Em Portugal, o desenho foi exibido no programa Buéréré da SIC.
A propriedade da série passou para a Disney em 2001, quando a Disney adquiriu a Fox Kids Worldwide, que também inclui a Saban Entertainment. Mas a série não está disponível no Disney+.

## História
A história de Tenko e os Guardiães da Mágica começa quando uma menina, experiente em mágica, é escolhida por um senhor chamado Tenko para aprender os verdadeiros valores da magia. Já existem vários mágicos em aprendizagem. Ele mostra a Caixa Tenko para a jovem, que parece um guarda-roupa mágico e tem muitas joias mágicas chamadas "Pedras das Estrelas de Fogo". Cada um tem suas próprias pedras mágicas. E o trabalho de Tenko é proteger essas joias.
O mago começa a treinar seus jovens aprendizes, para escolher quem ficará com cada pedra. Dois dos alunos mais seniores, os gêmeos Jana e Jason, ficam com ciúmes da garota, que acaba por ser escolhida como a nova Tenko. Jana e Jason, em seguida, tentam roubar as joias das Estrelas de Fogo. Jana rouba a "Estrela de Fogo, Âmbar" e Jason recebe "Estrela de Fogo, Rubi".
Quando eles seguram as pedras e dizem, "Estrela de Fogo!" eles recebem trajes chamativos e poderes. Jana, muito dominante sobre Jason, pode controlar o fogo, enquanto Jason tem um escudo mágico com poderes hipnóticos. Uma vez que a traição dos gêmeos é descoberta, cada um dos outros alunos recebe uma pedra para lutar. Os três homens na escola cada um recebe uma joia da Estrela de Fogo que lhes dá uma arma: uma espada, um escudo e o terceiro recebe um conjunto de anéis mágicos para atirar em seus inimigos. Finalmente, Tenko, recebe sua própria pedra da Estrela de Fogo, o Topaz.
Quando ela diz, "Estrela de Fogo!" e-lhe, como aos outros, dado um figurino chamativo e novos poderes. Ela usa uma varinha mágica com um cristal na parte superior. O cristal tem o espírito de um leão que ela pode chamar para ajudar a sua luta. Durante a batalha na escola, Jana e Jason demonstram o seu poder supremo: combinando suas pedras, e transformando eles em um grande dragão de duas cabeças. Na briga, a Caixa Tenko fica danificada, e as demais "Pedras da Estrela de Fogo" são espalhados por todo o mundo e alguns através do tempo. Jana e Jason fazem uma fuga rápida. Cabe agora a Tenko e os Guardiões Mágicos, como eles vêm a ser chamados, para recuperar todas as joias antes de Jana e Jason usá-los para o mal. Tudo isso acontece no primeiro episódio da série.

## Personagens
O jovens "Guardiões Mágicos" consistem de Tenko, Bolt, Hawk, Steel e Ali, que no inicio é uma aprendiz mais se torna uma dos guardiões. Cada uma de suas pedras tem diferentes habilidades mágicas e suas cores próprias e pedras preciosas correspondentes com vários poderes, permitindo também que eles convoquem poderes especiais quando elas são unidas. A princesa e seus amigos vivem em uma casa, que pertencia ao antigo mestre, além de que Tenko tem seu próprio show na TV. Em suas missões, os Guardiões Mágicos tem que conseguir todas as joias, antes que os gêmeos Jason e Jana consigam, que são os principais vilões da série.

## Pedras Estrelares de Fogo e suas Habilidades
- Topaz: Convoca um Leão Dourado e pertence à Princesa Tenko.
- Quartzo Rosa: Convoca a Águia Rosa e pertence à Princesa Tenko.
- Safira: permite respira debaixo d'água e chamar o Golfinho Safira. Pertence à Princesa Tenko.
- Granada: permite que a pessoa ganhe uma espada mágica e pertence a Bolt.
- Turquesa: A pessoa que carrega esta joia ganha um escudo mágico, pertence a Hawk.
- Quartzo: Dá ao detentor aneis mágicos, que podem disparar raios e criar escadas. Pertence a Steel.
- Morganite: Poderes desconhecidos, pertence a Ali.
- Âmbar: Permite ao detentor disparar bolas de fogo, pertence a Jana.
- Rubi: Cria um escudo mágico, que permite ao detentor hipnotizar o inimigo.
- Opala: Pode trazer objetos inanimados a vida, pertence a Princesa Tenko.
- Ametista: Pode criar diversos tipos de armaduras mágicas, pertence à Princesa Tenko.
- Diamante: Pode aumentar o tamanho de uma criatura, pertence à Princesa Tenko.
- Pérola: Tem o poder de voar, usado para transformar o cavalo de Tenko em um pégasos.
- Ónix: Pode criar tempestades e se a pessoa não souber controlar os poderes dessa pedra, eles podem ficar fora de controle. Pertence a Princesa Tenko.
- Quartzo olho de gato: O usuario dessa pedra pode ver os acontecimentos de todo o mundo, assim como o futuro. Pertence a Jana.
- Esmeralda: É a pedra mais poderosa, que pode liberar um monstro, que esta preso há milhões de anos em outra dimensão. Seu titular é desconhecido.

Nota: Quando as pedras de Jason e Jana são unidas, formam um dragão de duas cabeças.

## Exibição
Segundo a Saban, a série foi distribuída para 75% das redes de televisão americanas. Ela foi exibida no horário das 8:30 da manhã durante as sexta-feiras.  Antes do show fazer sua estreia, houve um especial mostrando os bastidores por trás da animação apresentado por Amy Jo Johnson, atriz de Mighty Morphin Power Rangers.

## Episódios
el

| # | Título                                                              | Código |
| --- | ------------------------------------------------------------------- | ------ |
| 1 | "Deixe a mágica começar!" "Let The Magic Begin!"                    | 101    |
| Tenko salva uma criança de um prédio em chamas e por sua bravura é selecionada por Hikita Tenko para se tornar um dos Guardiões Mágicos e seu sucessor. Irritada pelo fato de que ela não foi escolhida, Jana coage Jason em ajudá-la a roubar as Pedras da Estrela de Fogo, que Hikita lança através do tempo para mantê-los seguros. |                                                                     |        |
| 2 | "Problemas na Cidade" "Through the City Darkly"                     | 104    |
| Um bandido encontra uma pedra da Estrela de Fogo, mas sua bolsa se confunde com a de Ali, e Jana e Jason vão atras dela para obtê-lo. Os gêmeos tentam fazer com que Ali entregue a pedra, mais ela percebe que os Guardiões são os que realmente querem ajudar. Ali se torna aprendiz de Tenko. |                                                                     |        |
| 3 | "Um Diamante Bruto" "Diamond in the Rough"                          | 103    |
| Um grande caçador encontra uma das pedras, e em troca dela, Jana promete dar-lhe a oportunidade de caçar um leopardo da neve, em particular, o leopardo da neve de Tenko, Ninjara. Os Guardiões viajam para a África para tentar negociar pela pedra, e Bolt e Hawk ficam presos na alfândega durante todo o show. O filho do caçador diz a Tenko e a Steel o que está acontecendo, e depois de uma batalha com Jana e Jason o caçador percebe que seu filho é mais importante para ele do que a caça, e dá a joia para Tenko. Com a ajuda da Joia de diamante, Ninjara sai do seu cativeiro e Jason o salva de um incêndio.                                                                                    |                                                                     |        |
| 4 | "Médico da Mágica" "Strong Medicine, Magic Strong"                  | 102    |
| Jana envenena o cavalo de Tenko com uma maçã, e buscando uma cura, o Falcão leva a reserva de sua tribo em busca de seu avô o curandeiro. Jana e Jason capturaram ele, mas Tenko e Hawk salvá-lo e manda ele de volta para a mansão a tempo de salvar o cavalo de Tenko. |                                                                     |        |
| 5 | "A Pedra do Destino" "The Stone of Destiny"                         | 106    |
| Professor Doole, um professor que cuida de pedras, acaba se enterrando enquanto escavava o túmulo do Rei Hepsut, um faraó que possuía a Estrela do Destino (ela é chamada de Estrela, não de Pedra na série), que lhe permiti ao usuario ver ao longo do tempo e do espaço. Os Guardiões, Jana e Jason descem sobre o túmulo. Sobrevivendo as armadilhas e guardas mortos-vivos, os Guardiões conseguem a Estrela do Destino, mas Jason sequestra Ali, e Tenko é obrigada a trocar a joia para a segurança de Ali. Os gêmeos usam ela para ver o que o futuro reserva, e acabam vendo o casamento de Tenko. Jana não deixa Jason ver quem é o noivo, mas ele tem um rabo de cavalo marrom longo, como Jason.... |                                                                     |        |
| 6 | "Confiança e Traição" "Trust and Betrayal"                          | 109    |
| Jana e Jason encontram outra pedra, mas sua energia é instável e Jason é colocado em coma, quando ele a toca. Jana vai para os Guardiões para ajudar a salvar seu irmão, e ele é colocado dentro da caixa Tenko para ser curado. Jana, em seguida, revela sua outra face e trava os Guardiões, mas Ninjara e Kiddles o macaco consegue pegar as chavess. Tenko entra na caixa e traz Jason de volta, mas Jana obriga-o a acompanhá-la novamente e os gêmeos vão embora. |                                                                     |        |
| 7 | "A Noite do Golfinho" "Night of the Dolphin"                        | 108    |
| Tenko está fazendo mágica em um parque temático aquático, junto com dois ajudantes, um golfinho chamado Delphy e uma jovem orca chamada Kaylu. Jana e Jason conspiram com o proprietário ganancioso do parque para emboscar Tenko. Durante o ataque a maioria dos ocupantes do parque são liberados para o oceano, arruinando o proprietário corrupto, e Tenko com eles. Delphy leva ela para uma gruta onde ela encontra uma das pedras da Estrela de Fogo, a safira e descobre que Delphy é o golfinho que controla a pedra. |                                                                     |        |
| 8 | "A Grande História" "The Big Story"                                 | 105    |
| Bolt se apaixona por Stacy Roberts, uma repórter de um programa chamado A Grande História, mas Jason hipnotiza ela levando Bolt para uma armadilhar, aonde eles vão roubar sua pedra. Eles também roubam a caixa de Tenko e usa ela para convocar uma quimera, mas os guardiões conseguem levar a caixa embora, e quebra a câmera de Stacy, para que ela não tenha as cenas da batalha. |                                                                     |        |
| 9 | "Águas Turbulentas" "Troubled Waters"                               | 107    |
| Tad Donovan, um velho amigo de Bolt, trabalha com um cientista que tem um plano de explodir uma linha California. Tenko sente que a pedra Safira esta por perto e tenta achar ela, mais Jason e Jana usam as bombas para criar terremotos. Antes que isso aconteça, Jana pega a pedra e impede o terremoto. |                                                                     |        |
| 10 | "Quem é a Verdadeira Tenko?" "Will the Real Tenko Please Stand Up?" | 111    |
| Um príncipe envia seus assessores para contratar Tenko para fazer um trabalho para ele, em troca, ele dará uma pedra da Estrela de Fogo. Ouvindo isso, Jana finge ser Tenko e o príncipe decide fazer com as duas combatam. Quando Jana destrói coisas e Tenko poupa os espectadores, o príncipe percebe que ela realmente merece a pedra e a dá para a verdadeira Tenko. |                                                                     |        |
| 11 | "A Esmeralda da Floresta" "The Emerald Forest"                      | 110    |
| Tenko tem um sonho em que está sendo perseguida em uma caverna por um vilão, e o espírito de Hikita diz a ela para encontrar uma bolsa roxa. Depois de descobrir uma passagem secreta na mansão, eles encontram a bolsa roxa, que tem um mapa para o lugar aonde esta a pedra Esmeralda. Enquanto Bolt, Steel e Ali vão para uma viagem, sendo perseguidos por Jana e Jason, Tenko e Hawk vão para uma floresta selvagem procurar a esmeralda. O mapa é roubado por um desenvolvedor do mal, chamado Vell, e ele encontra a esmeralda em primeiro lugar. Tenko consegue quebrar a Esmeralda, mas Vell rouba a metade da parte que lhe confere a sua magia e foge.                                               |                                                                     |        |
| 12 | "Os Patins Mágicos" "The Magic Skates"                              | 112    |
| Ali está cansado do treinamento como aprendiz de Tenko e não se considerada responsável o suficiente para fazer mágica avançada. Ela retorna para casa e se encontra com um velho amigo que a convence a comprar um par de patins. Pouco sabe Ali, que agora que ela deixou a proteção de Tenko, Jana e Jason vai fazer qualquer coisa para conseguir seus patins, que cada um tem a metade de uma pedra da Estrela de Fogo. Depois de provar-se ser responsável e capaz de usar a magia que aprendeu, Tenko apresenta Ali com a pedra Morganita e considera-a digna de se tornar uma Guardiã. |                                                                     |        |
| 13 | "NDA" "Cry Havoc"                                                   | 113    |
| Vell une forças com Jana para roubar parte da pedra de Tenko, e leva-la para um vulcão. Tenko segue-os para as ruínas de Atlântida, onde Vell trai Jana e usa sua energia vital e da esmeralda para tentar libertar um demônio antigo. Jana combinao seu poder com Tenko para selar o demônio, mas não conseguem parar e tentam tirar a esmeralda, quando a caverna começa a desmoronar, enterrando-a. Como Jason chega à boca da caverna, um estranho brilho verde é visto vindo de dentro. |                                                                     |        |

## Linha de Brinquedos
A linha de brinquedos de Tenko foi produzido pela Mattel. As bonecas foram um reaproveitamento da linha de bonecas "Wonder Woman and the Star Riders", que foi cancelada. Alguns personagens de Tenko foram baseados nas Star Riders do projeto da Mulher Maravilha.